# Widad Mendil
Widad Mendil, född 12 maj 1983, är en algerisk friidrottare. Hon deltog vid olympiska sommarspelen 2008.